# Route 362 (Québec)
Pour les articles homonymes, voir Route 362.
La route 362 (R-362) est une route régionale québécoise d'orientation est / ouest située sur la rive nord du fleuve Saint-Laurent. Elle dessert la région administrative de la Capitale-Nationale.

## Tracé
La route 362 débute à un échangeur avec la route 138 à Baie-Saint-Paul et se termine à La Malbaie de nouveau sur la route 138. Elle est parallèle à cette dernière alors que celle-ci quitte pour ces 50 kilomètres la rive Saint-Laurent. C'est une route touristique plutôt montagneuse le long des escarpements de la rive.

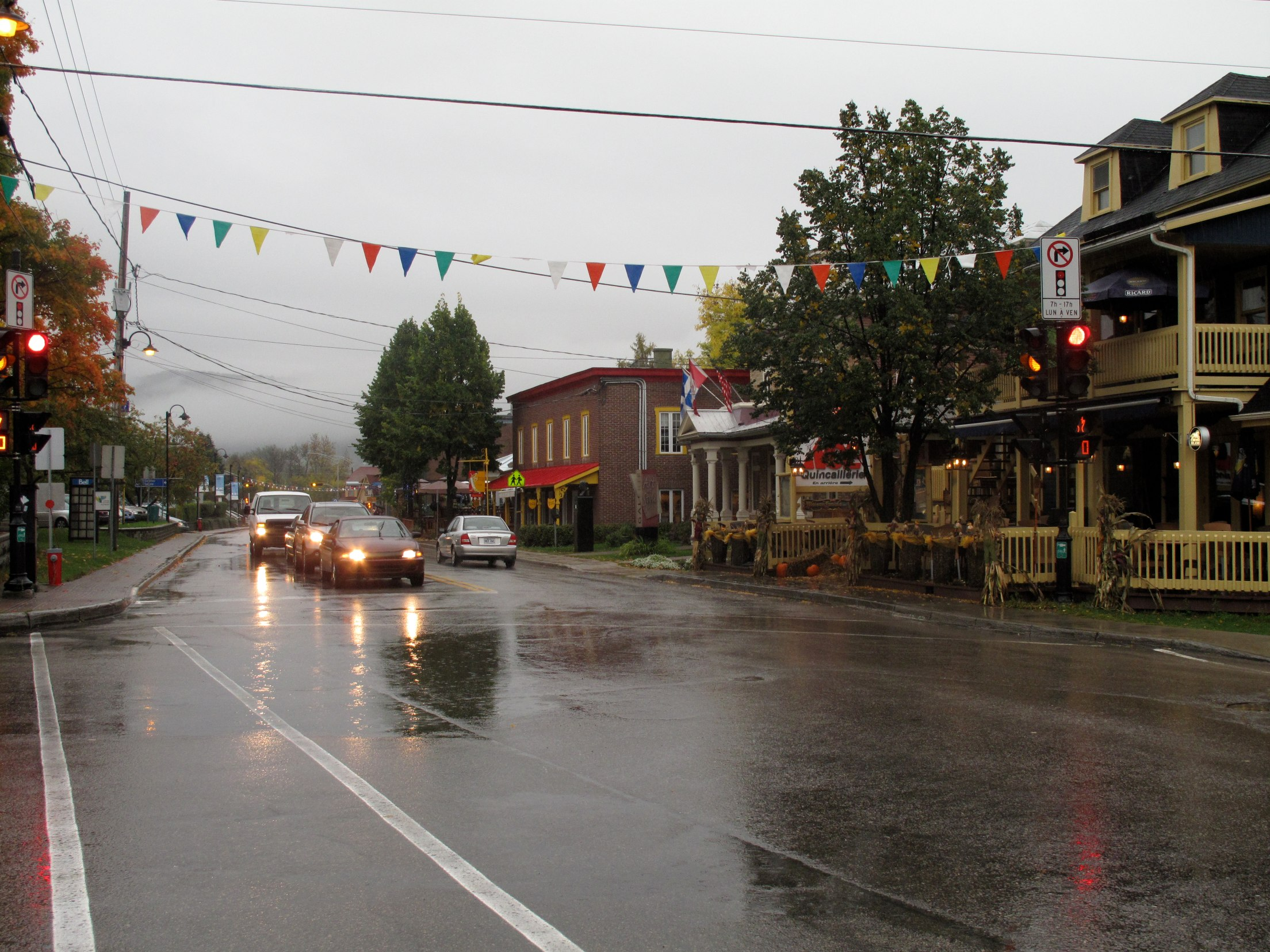
La rue Ambroise-Fafard traverse le centre-ville de Baie-Saint-Paul.
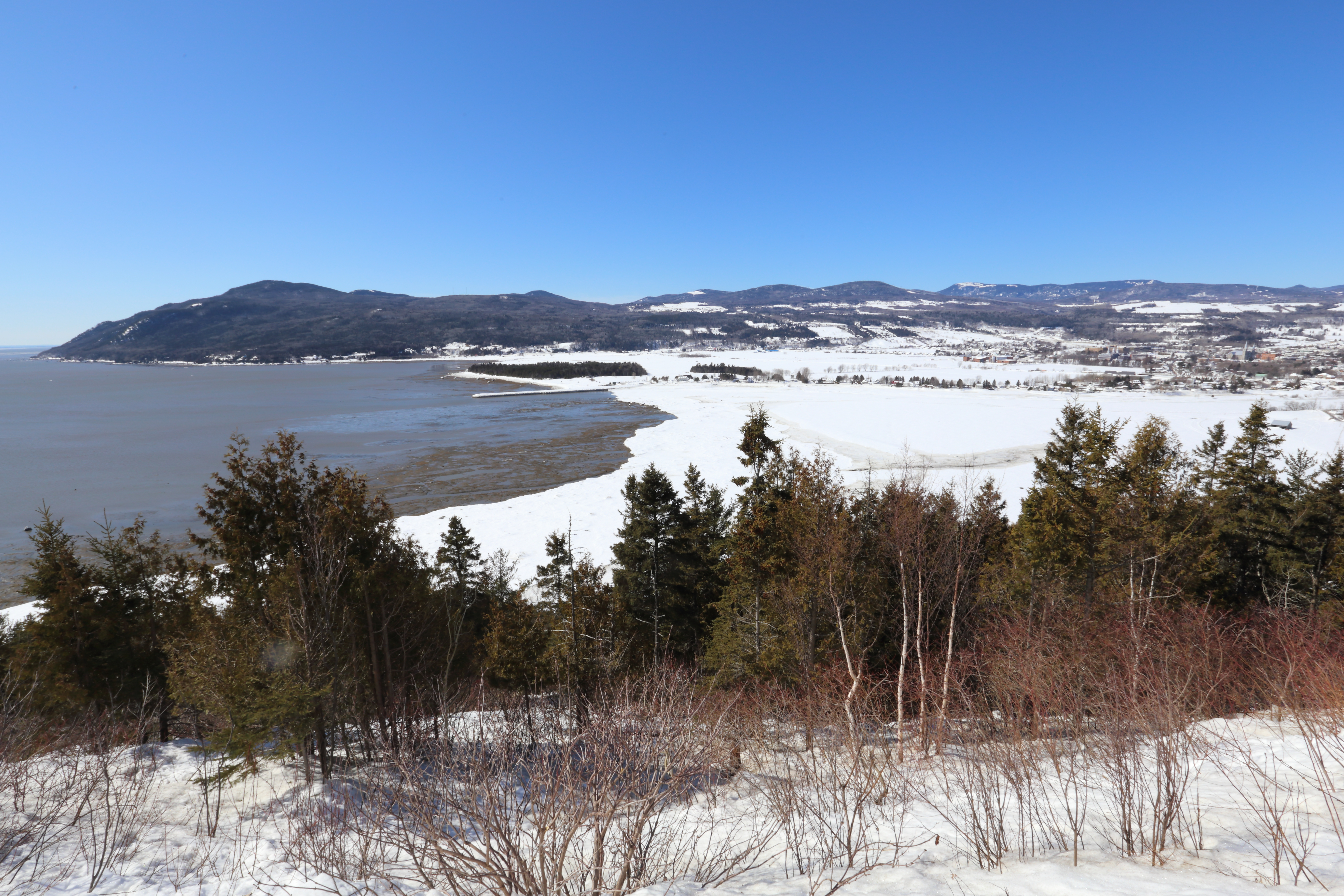
Vue sur la baie Saint-Paul depuis le belvédère de la route 362.
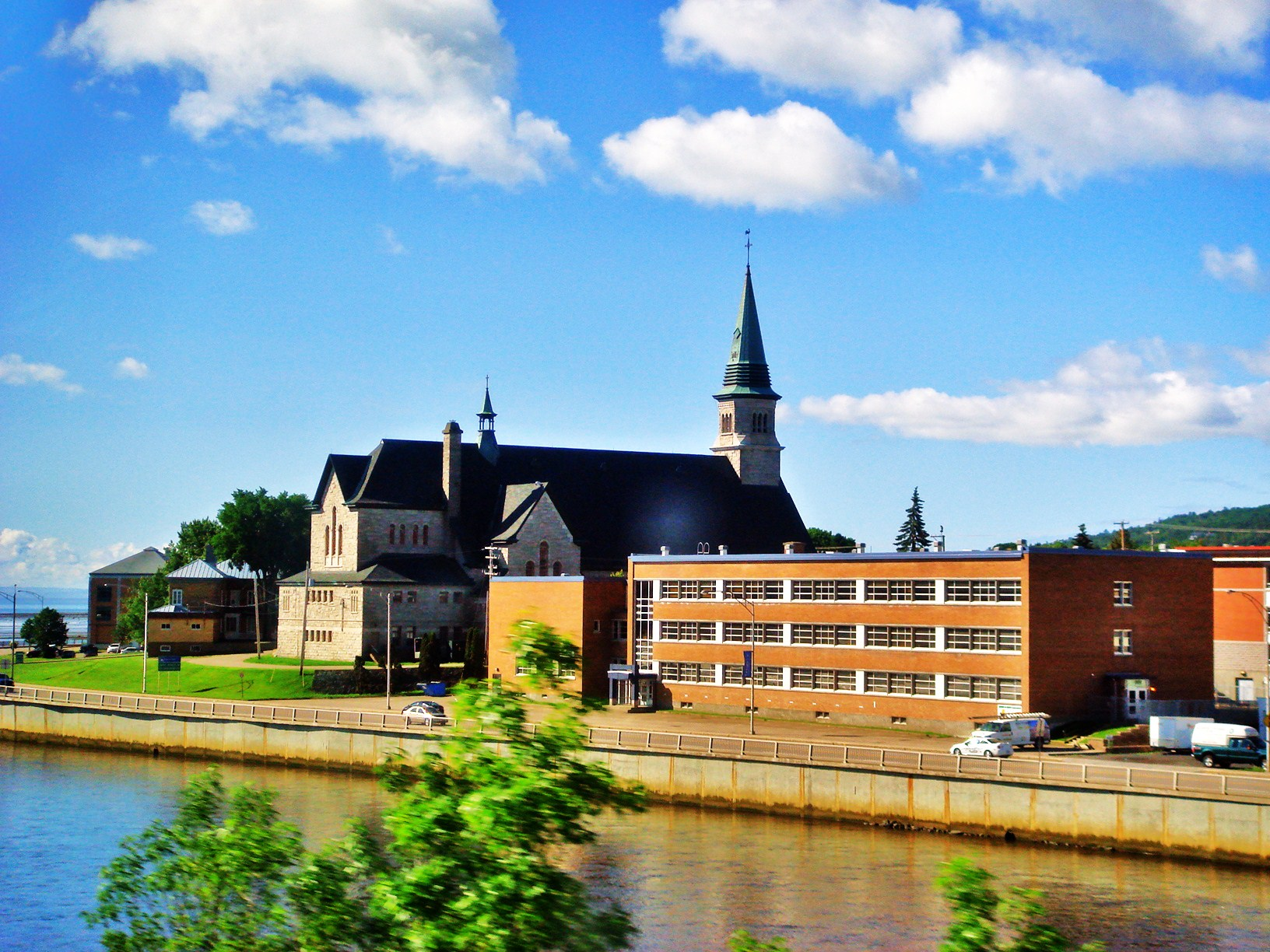
Le boulevard de Comporté longe le centre-ville de La Malbaie et la rivière Malbaie.

## Localités traversées (d'ouest en est)
Liste des municipalités dont le territoire est traversé par la route 362, regroupées par municipalité régionale de comté.

### Capitale-Nationale
Charlevoix
- Baie-Saint-Paul
- Les Éboulements

Charlevoix-Est
- Saint-Irénée
- La Malbaie

## Route touristique
La route 362 fait partie, sous le nom de Route du Fleuve, du réseau des routes et circuits touristiques du Québec. Cette route touristique comprend également la rue principale de Saint-Joseph-de-la-Rive et le chemin des Coudriers, qui fait le tour de l'Île aux Coudres.

## Intersections majeures
| MRC                   | Municipalité    | km    | Destinations                            | Notes                           |
| --------------------- | --------------- | ----- | --------------------------------------- | ------------------------------- |
| Charlevoix            | Baie-Saint-Paul | 0,00  | R-138 – La Malbaie, Québec              | Échangeur                       |
| Charlevoix-Est        | Saint-Irénée    | 35,30 | Rang Saint-Pierre                       | Carrefour giratoire             |
| Charlevoix-Est        | La Malbaie      | 48,50 | R-138 – Québec, Saint-Siméon, Tadoussac | La R-362 devient la R-138 ouest |
| - Transition de route |                 |       |                                         |                                 |